# Ольми, Эрманно
Эрманно Ольми (итал. Ermanno Olmi; 24 июля 1931, Бергамо, Италия — 7 мая 2018) — итальянский кинорежиссёр и сценарист.

## Биография
Эрманно Ольми родился 24 июля 1931 года в городе Бергамо, Ломбардия. Женат на Лоредане Детто, которая сыграла одну из ролей в фильме «Вакантное место».
Переехал в Милан, чтобы пройти курсы актёрского мастерства в Академии Драматического Искусства.
В период с 1953—1961 годах выпускает более десятка документальных фильмов, при этом не имея за спиной практически никакого опыта.
Поставил 60 фильмов для кино и телевидения. Манера Ольми близка к неореализму, однако сам режиссёр заявлял, что не относится к этому направлению, так как работает с профессиональными актёрами.
Фильмы Эрманно Ольми, как и подавляющее большинство продуктов неореалистического движения в итальянском кинематографе, имеют внушительный хронометраж, медленное развитие событий, во многих из них режиссер поднимает определенные социальные или философские проблемы.
Наиболее известными фильмами режиссера являются: «Дерево для башмаков» («Золотая пальмовая ветвь», Каннский кинофестиваль 1978 года), «Легенда о святом пропойце», в основу сюжета которого легла новелла Йозефа Рота («Золотой лев», кинофестиваль в Венеции 1988 года), «Легенда о мести» («Напевая за ширмой») и др.

## Дебют и первые работы
В 1959 году был показан на большом экране первый художественный фильм Эрманно Ольми «Время остановилось». Уже в этом фильме можно увидеть характерный стиль режиссёра, он часто обращается к жизни простых людей, старается передать их чувства через кинокамеру. Тема одиночества нередко фигурирует в его работах.

## Фильмография
- 1959 — Время остановилось / Il tempo si è fermato
- 1961 — Вакантное место (Работа) / Il posto
- 1963 — Женихи / I fidanzati
- 1965 — И пришёл человек / E venne un uomo
- 1967 — Рассказы о юных влюблённых / Racconti di giovani amori
- 1967 — La cotta (TV)
- 1969 — Однажды / Un certo giorno
- 1969 — I recuperanti (TV)
- 1971 — Durante l’estate
- 1974 — La circostanza
- 1974 — Alcide De Gasperi
- 1978 — Дерево для башмаков / L’Albero degli zoccoli
- 1983 — Дорога, дорога / Camminacammina
- 1987 — Да здравствует синьора! / Lunga vita alla signora!
- 1988 — Легенда о святом пропойце / La Leggenda del santo bevitore
- 1989 — 12 режиссёров о 12-ти городах (киноальманах) / 12 registi per 12 città
- 1992 — По реке / Lungo il fiume
- 1993 — Тайна старого леса / Segreto del bosco vecchio
- 1994 — Книга Бытия. Сотворение мира / Genesi: La creazione e il diluvio (TV)
- 2001 — Великий Медичи: рыцарь войны / Il mestiere delle armi
- 2003 — Легенда о мести / Cantando dietro i paraventi
- 2005 — Билет на поезд (киноальманах) / Tickets
- 2007 — Сто гвоздей / Centochiodi
- 2011 — Картонная деревня / Il villaggio di cartone
- 2013 — Венеция 70: Перезагрузка будущего / Venice 70: Future Reloaded
- 2014 — Снова зазеленеют луга / Torneranno i prati

## Награды
- Кавалер Большого креста ордена «За заслуги пред Итальянской Республикой» (18 ноября 2004 года)[8]
- Великий офицер ордена «За заслуги перед Итальянской Республикой» (30 мая 2001 года)[9]
- Командор ордена «За заслуги перед Итальянской Республикой» (2 июня 1995 года)[10]
- 1978: «Дерево для башмаков» — «Золотая пальмовая ветвь»
- 1987: «Да здравствует синьора!» — «Серебряный лев»
- 1989: «Легенда о святом пропойце» — «Золотой лев»
- 2001: «Grolla D’oro» — «Великий Медичи: рыцарь войны»
- 2004: «Leopard of Honour»
- 2007: Награда Фредерико Феллини
- 2008: «Золотой лев» за достижение в карьере
- Награды имени Давида ди Донателло
- 1962: Лучший режиссёр — «Вакантное место»
- 1989: Лучший режиссёр — «Легенда о святом пропойце»
- 2002: Лучший режиссёр — «Великий Медичи: рыцарь войны»
- «Серебряная лента»
- 1979: Лучший режиссёр — «Дерево для башмаков»
- 1989: Лучший режиссёр — «Легенда о святом пропойце»